# HuffPost
HuffPost, tot 2017 The Huffington Post geheten, is een Amerikaanse progressief-liberale nieuwswebsite en weblog. De website is op 9 mei 2005 opgericht door Arianna Huffington en Kenneth Lerer en bevat nieuws over uiteenlopende onderwerpen. Daarnaast biedt de site ruimte aan blogs en columns.
The Huffington Post, ook wel afgekort tot HuffPost, werd in 2009 door het tijdschrift Time uitgeroepen tot een van de 25 beste blogs van het jaar. Daarnaast won de website in 2006 en 2007 de Webby Award voor de beste politieke blog en werd het door The Observer in 2008 de machtigste blog ter wereld genoemd. In februari 2009 had The Huffington Post 8,9 miljoen unieke bezoekers gehad.
In 2011 werd The Huffington Post overgenomen door AOL, dat op zijn beurt in 2015 in handen kwam van Verizon Communications, via dochteronderneming Oath Inc. In 2016 volgde Lydia Polgreen Arianna Huffington op als hoofdredacteur.

## Inhoud
The Huffington Post bericht over diverse onderwerpen, waaronder politiek, media, entertainment, 'groen' nieuws en buitenlands nieuws. Er wordt zowel nieuws verslagen als becommentarieerd, maar volgens critici worden opinies regelmatig verpakt als nieuwsberichten. Een deel van het nieuws wordt zelf geschreven, een ander deel bestaat uit links naar artikelen uit andere nieuwsbronnen.
Daarnaast wordt een belangrijk deel van de inhoud van de website gevormd door columns. Naast Arianna Huffington zelf bestaat de groep columnisten uit politici, academici, onderzoekers, beroemdheden en voor een groot deel uit onbekende bloggers. Onder meer Barack Obama, John Kerry, Hillary Clinton, Nancy Pelosi en Michael Moore hebben al eens één of meer columns geschreven voor de site.

## Kritiek
The Huffington Post wordt onder andere bekritiseerd omdat de website het merendeel van zijn personeel niet betaalt. Medeoprichter Lerer verweerde zich tegen deze kritiek met als uitleg dat de HuffPost het personeel in plaats van geld 'zichtbaarheid, promotie en distributie in een fantastisch bedrijf' zou bieden. Ook zou de website zich schuldig hebben gemaakt aan plagiaat.
Volgens verschillende andere bloggers zou de website verkeerd handelen door ruimte te geven aan voorstanders van alternatieve geneeskunde en tegenstanders van vaccinatie.
Nadat de Huffpost in 2010 voor het eerst winst had gemaakt, werd op 7 februari 2011 aangekondigd dat AOL voor een bedrag van 315 miljoen dollar The Huffington Post zou inlijven. De jaaromzet bedroeg op dat moment 25 miljoen dollar. Op 23 februari 2012 ging een Franse versie onder de naam Le Huffington Post van start. Dit is een gezamenlijke onderneming van AOL, Le Monde en bankier Matthieu Pigasse. De achtkoppige redactie heeft onderdak bij Le Monde en staat onder leiding van Anne Sinclair, de voormalige vrouw van Dominique Strauss Kahn.

## Auteurs
The Huffington Post heeft diverse columnisten uitgenodigd om artikelen voor de site te schrijven, maar werkt tevens met bloggers en journalisten. Mensen die voor de site hebben geschreven zijn onder anderen:
- Alec Baldwin
- Bruce Cohen
- John Conyers
- Richard Dawkins
- Alan Dershowitz
- Howard Fineman
- Larry Gelbart
- Johann Hari
- Gary Hart
- Jesse Jackson
- Alicia Keys
- Yoko Ono
- Robert Reich
- Bernie Sanders
- Yoani Sánchez
- Al Sharpton
- Harry Shearer
- Anne Sinclair
- Cenk Uygur
- Sigourney Weaver
- Bradley Whitford